# Kuća Ferić u Splitu
Kuća Ferić u Splitu, Hrvatska, na adresi Šetalište Ivana Meštrovića 11 i 13.

## Opis
Sagrađena je u 20. stoljeću. Kamena jednokatnica s prostranim vrtom iz kojega se na južnoj granici parcele stepeništem spušta izravno do mora, svjedoči o visokoj kulturi stanovanja krajem 1920-ih kada na splitskom predjelu Meje nastaje niz reprezentativnih obiteljskih vila. Razvedenog je volumena, sa zanimljivo riješenim i različito oblikovanim otvorima. Glavni ulaz je na sjeveru dok je južno pročelje prema vrtu rastvoreno dugačkim balkonom na prvom i drugom katu. Nakon Drugog svjetskog rata je nacionalizirana, u njoj je bio smješten Centralni komitet SDP-a, Radio Split, a danas joj je vraćena izvorna stambena namjena.

## Zaštita
Pod oznakom Z-3010 zavedena je kao nepokretno kulturno dobro - pojedinačno, pravna statusa zaštićena kulturnog dobra, klasificiranog kao profana graditeljska baština odnosno stambene građevine.